# スリークウォーター失踪
「スリークウォーター失踪」（スリークウォーターしっそう、"The Adventure of the Missing Three-Quarter"）は、イギリスの小説家、アーサー・コナン・ドイルによる短編小説。シャーロック・ホームズシリーズの一つで、56ある短編小説のうち35番目に発表された作品である。イギリスの『ストランド・マガジン』1904年8月号、アメリカの『コリアーズ・ウィークリー』1904年11月26日号に発表。1905年発行の第3短編集『シャーロック・ホームズの帰還』(The Return of Sherlock Holmes) に収録された。

## あらすじ
ある朝、シャーロック・ホームズのもとに「スリークォーターがいなくなった」という不思議な電報が届いたが、スポーツに疎いホームズには、何のことか分からない。そのうちに、電報の発信者シビル・オーバートンがやってきた。オーバートンはケンブリッジ大学ラグビーチームのキャプテンで、チームメイトで国際試合に出場するほどの名スリークウォーター（センターなのかウイングかは不明）、ゴドフリー・ストーントンがオックスフォード大学との大事な定期戦を前に突然失踪してしまったので探してほしいという。前日の深夜に、ストーントンが泊まっていたホテルに1人の男がやってきて、一緒に急いで出かけて行ったらしい。
ホームズは、ストーントンの泊まっていたホテルの部屋を調べた。そこでストーントン自身が書いた電報の一部を見つけたが、その宛先は不明だった。また医者の領収書も見つけたので、ストーントンは健康に問題を抱えていたのかもしれない。あるいはストーントンの伯父で、大金持ちで大変な守銭奴のマウント・ジェームズ卿の財産を狙った誘拐事件の可能性も考えられる。いずれにしろ、電報の宛先こそ事件解決の糸口になると考えたホームズは、電報に対する返事が来ないので差出人名をきちんと書いたかを確認したい、という巧妙な手段を使って控えを見せてもらい、電文内容と宛先を確認した。
ケンブリッジへ向かったホームズとワトスンは、ストーントンが電報を送った先である、医学において輝かしい経歴を誇るレズリー・アームストロング博士と面会した。アームストロング博士は、ストーントンは親しい友人ではあるが失踪のことは知らないという。そこでホテルにあったアームストロング博士からの領収書を示すと、怒りの表情を浮かべた。電報のことを聞けば、マウント・ジェームズ卿やその手先など相手にしたくないと言って、部屋から追い出されてしまった。ワトスンを近くの宿に待機させ、ホームズは1人で調査に出かける。ホームズは博士が馬車で出かけるところを見て、自転車を借りて追跡したのだが尾行に気づかれてしまう。また、近隣住民からは、医学の論文作成で忙しく往診などしないはずの博士が、幾度となく馬車で何時間も出かける姿が目撃されていた。

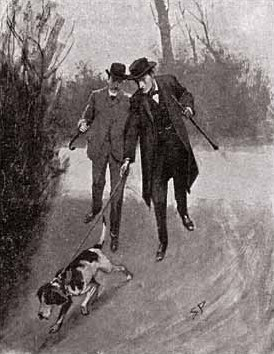
猟犬に後を追わせるホームズ達

次の日、ホームズは一日をかけて、アームストロング博士が馬車で向かった方向にある4つの村で情報を探すも、博士はおろか馬車を見かけた者は誰もいなかった。その日の新聞の夕刊には、シビルが恐れたとおり、名選手ストーントンのいないケンブリッジ大学が敗れたと書かれてあった。さらに次の日、ホームズはアームストロング邸に忍び込んで馬車の車輪に香料をかけておき、猟犬にその跡を追わせた。猟犬は始めに、博士の馬車が昨日向かった方向へ走ったが、やがて脇道に入りまた方向を変えて本道に出て、さらに脇道を通るなどして、最初の方向とは逆に向かって行った。そのうちにアームストロング博士の馬車が走ってきたので、ホームズたちは危ういところで身を隠した。馬車の中で、博士は沈痛な表情で頭を抱えていた。猟犬はついに一軒の小屋の前にたどり着いた。その中からは、すすり泣く声が聞こえてくる。

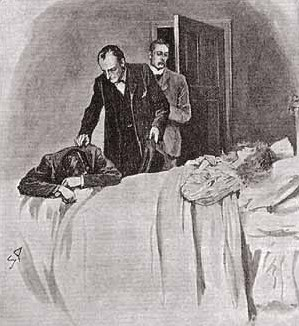
妻の死に嘆き悲しむストーントン

ホームズたちは小屋に入るのを躊躇していたが、アームストロング博士の馬車が戻ってくるのが見えたので、思い切って中に入った。そこには若い女性の遺体と、その脇で泣いている若い男の姿があった。ホームズがゴドフリー・ストーントンかと問いかけると、そうだと答える。アームストロング博士も入ってきて、相変わらず敵対的な態度をとるので、ホームズはマウント・ジェームズ卿の依頼は受けていないこと、ストーントンの所在以外に興味はないことを説明した。アームストロング博士は誤解していたと認め、ホームズと握手する。そして、博士の説明により、次の事実が判明した。両親を早くに亡くしたストーントンは1年前にひそかに結婚しており、激しく反対するであろう伯父には黙っていたものの、妻が難病になり容体が悪化してしまう。ストーントンを援助していた博士が夫人の父親だけに容体を連絡した結果、ホテルへストーントンを呼びに行ってしまった。それ以来ストーントンは、この小屋でずっと妻に付き添っていたのであった。

## 事件の起こった時期について
正典には7年から8年ほど前（初出の1904年を基準とすると、1896年か1897年）の2月の事件と書かれているが、この当時（1890年代）のケンブリッジとオックスフォードのラグビーの定期戦は12月に行われていたという記録がある。研究家たちはこの事件が12月に起こったと考えるものが多い。冒頭の説明以外では最後の行に「冬の薄日（the pale sunlight of the winter day.）」という表現もあるので冬季なのは間違いない。